# Убивця Дмитрій Карамазов
«Вбивця Дмитрій Карамазов» (нім. Der Mörder Dimitri Karamasoff) — німецький чорно-білий художній фільм 1931 року режисера Федора Оцепа, за участю Анни Стен. Стрічка знята за мотивами твору Достоєвського «Брати Карамазови». Її було створено в двох редакціях - франко- (Les frères Karamazoff) та німецькомовній (Der Mörder Dimitri Karamasoff), з задіянням в кожному з них різних акторів. Головні ролі в обидвох версіях зіграли Анна Стен та Фріц Кортнер. Продюсером німецькомовної версії стрічки виступив Євген Френке (Френкель), який невдовзі став чоловіком та продюсером Анни Стен.
Завдяки експресіоністичній образності та тонкому психологізму, втіленому в бездоганній грі акторів, стрічка вважається одним із шедеврів раннього звукового кіно.
Стрічка мала колосальний успіх в усій Європі. Її прем'єра відбулася 8 лютого 1931 року в берлінському кінотеатрі «Капітоль», а невдовзі - у Відні та Лозанні.

Вперше за більш як 70 років з моменту створення фільм Вбивця Дмитрій Карамазов був показаний в Україні як фільм-закриття фестивалю німого кіно та сучасної музики «Німі ночі» в червні 2010 року в Одесі.

## У ролях
- Фріц Кортнер — Дмитрій Карамазов
- Анна Стен — Грушенька
- Фріц Расп — Смердяков
- Бернгард Мінетті — Іван Карамазов
- Макс Пол — старий Карамазов
- Ганна Вааґ — Катя

## Знімальна група
Режисери:
- Федір Оцеп
- Еріх Енгельс

Сценаристи:
- Еріх Енгельс
- Леонард Франк
- Федір Оцеп
- Віктор Трівас